# Station Ashburys
Ashburys is een station van National Rail in Openshaw, Manchester in Engeland. Het station is eigendom van Network Rail en wordt beheerd door Northern Rail. 